# Ángel Rivero Méndez
Ángel Rivero Méndez (2 de octubre de 1856, Trujillo Alto, Puerto Rico -  23 de febrero de 1930, Trujillo Alto ) fue un soldado, escritor, periodista y empresario puertorriqueño que hizo el primer disparo contra los Estados Unidos en Puerto Rico en la Guerra hispano-estadounidense de 1898. También se le atribuye la invención del refresco "Kola Champagne".

## Primeros años
Ángel Rivero Méndez nació el 2 de octubre de 1856, en Trujillo Alto, provincia española de Puerto Rico. Sus padres, Juan Rivero y Rosa Méndez, procedían de las Islas Canarias. Comenzó sus estudios en el Colegio de Jesuitas en Santurce. El 19 de agosto de 1879, a los 23 años, comenzó a estudiar la carrera militar en la Academia de Infantería de Puerto Rico (Escuela Insular de Entrenamiento Militar) donde terminó 2 de agosto de 1882. El 28 de julio de este año ejerció de Alférez, siendo enviado luego al Batallón de Infantería de Madrid N.º 3 cuya sede se encontraba establecida en San Juan. El 6 de mayo de 1883 su batallón se estableció en Ponce donde vivió hasta finales de junio de 1884. Tras abandonar esa ciudad, El 29 de diciembre de 1884, regresó a San Juan para incorporarse en el Batallón de Cádiz. Poco después,  el 1 de enero de 1885 se unió al Batallón Fijo de Artillería en la plaza de San Juan. Perteneció a este batallón hasta finales de febrero de 1885. El 1 de marzo de 1885 estudió en el curso de ampliación en la Academia Militar General en Toledo, comenzando su residencia en esa ciudad en agosto y abandonándola en junio de 1886. En esta ciudad escribe su primer libro "Toledo. Descripción histórica de la ciudad y de la Academia Militar de la misma". El 1 de agosto del mismo año se incorporó a la Academia del Cuerpo de Artillería en Segovia donde terminó el 28 de febrero de 1889.

## Carrera militar
El 21 de marzo de 1890 pidió ser enviado a Puerto Rico llegando a la isla el 1 de enero de 1891 para establecerse allí definitivamente. El 6 de octubre de 1896 es elevado, por antigüedad, al cargo de capitán.
En este nuevo cargo, ejerce de profesor del Instituto Civil de Segunda Enseñanza, en química, física y matemáticas. También fue miembro del Partido Incondicional Español y director del periódico La Integridad Nacional, perteneciénte al mismo partido, hasta 1898. Sus artículos provocan una gran polémica que obligan a enfrentarse con importantes periodistas cuyas ideas se inclinaban por el aperturismo político. En estos momentos es nombrado "Abanderado Mayor" de los 14 batallones de los Voluntarios de Puerto Rico.
Es expulsado del Partido Incondicional el 3 de noviembre de 1897. Tras esto, decide colaborar en la fundación del movimiento liberal: "Izquierda Progresista Incondicional", que el 15 de febrero de 1898, pasaría a llamarse Partido Oportunista. Sin embargo, su nombre se encontró en un artículo periodístico de ideología política, por lo que, debido a que los militares no podían intervenir en temas políticos, es arrestado y encarcelado durante 15 días en el Castillo San Felipe del Morro (Fuerte San Felipe del Morro). Durante este tiempo pidió la baja del ejército. Sin embargo, el 1 de marzo de 1898, el gobernador Macías le pidió que ocupara el cargo de jefe de la 3.ª compañía del 12.º. batallón de Artillería establecida en el Castillo de San Cristóbal. Esto se debió a los acontecimientos que se avecinaban. También tendría que gobernar dicho Castillo. Comenzó a ejercer estas funciones el 1 de marzo de 1898. Sin embargo, el 18 de octubre del mismo año tuvo que abandonar estas labores ya que se vio obligado a ceder las llaves del Castillo San Cristóbal al capitán de artillería del ejército de Estados Unidos, H. A. Reed.  El 10 de mayo de 1898, obedeciendo las órdenes del capitán, realiza el primer disparo de la Guerra Hispano-Americana en Puerto Rico. El disparo iba dirigido al Yale, barco que tenía bloqueado el puerto de San Juan. Ese disparo provoca una acusación contra él por parte del pueblo puertorriqueño que lo considera culpable del bombardeo llevado a cabo el 12 de mayo. Rivero destacó en la defensa de San Juan, obteniendo así varias condecoraciones, entre ellas la Cruz de la Orden del Mérito Militar.
Después del 15 de octubre se ve obligado a entregar Puerto Rico a Estados Unidos. Tras estas actuaciones, el gobierno autonómico le pidió que formara la primera policía de Puerto Rico y que desempeñara su jefatura. Sin embargo, sólo decidió ocuparse de su formación. Sin embargo, mientras se encargaba de este proyecto el gobierno autonómico fue disuelto abandonando la formación de la policía puertorriqueña. El ejército español le entregó oficialmente la baja el 21 de abril de 1899.

## Últimos años

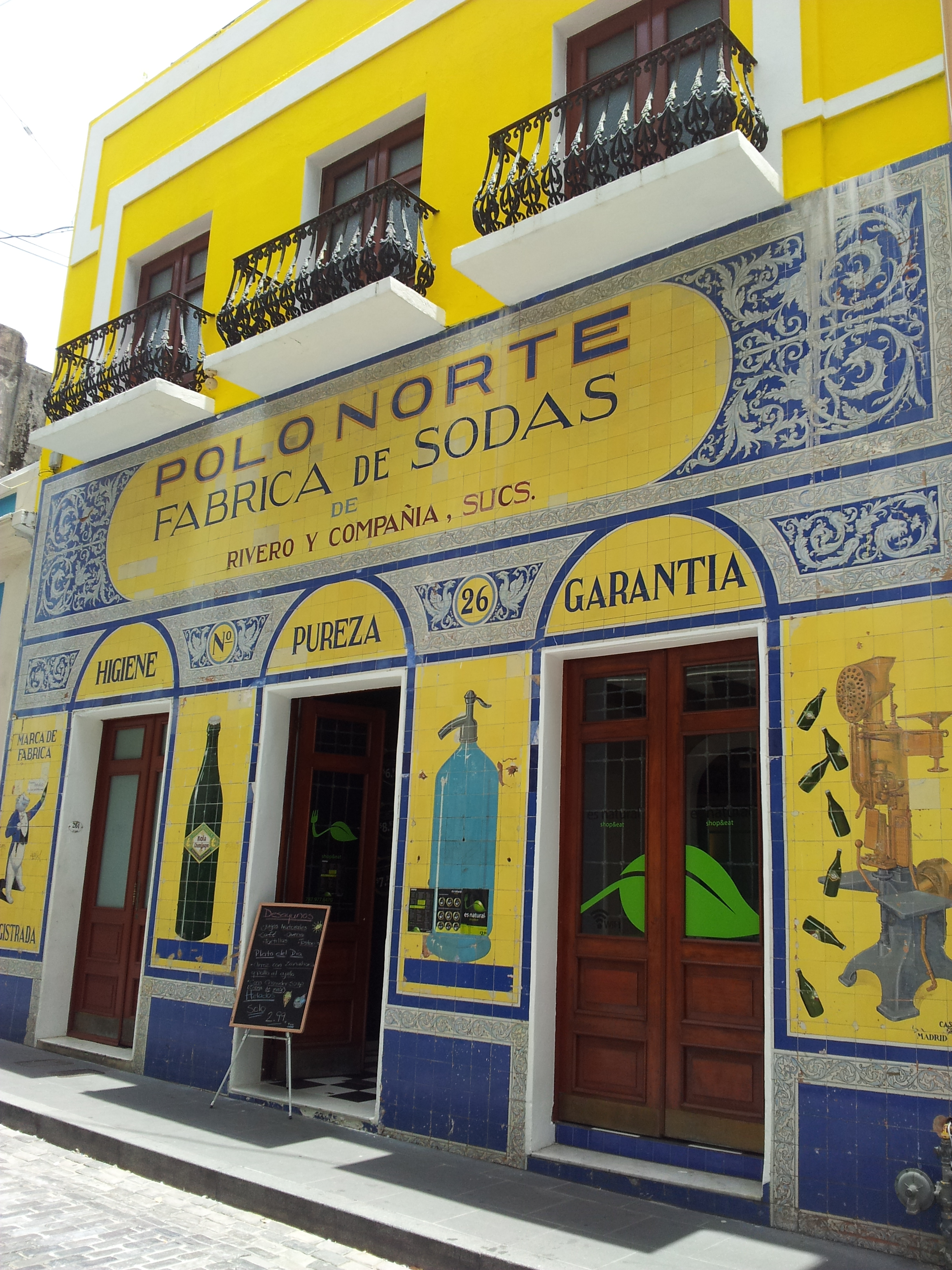
Fábrica Polo Norte (San Juan de Puerto Rico)

Más tarde, fundó la fábrica Polo Norte cuyo fin fue la de elaborar y envasar gaseosas, sodas (entre ellas la Kola Champagne) y sifones. Se le atribuye también la creación de la Kola Champagne. En 1921 ejerció el periodismo publicando artículos en El Imparcial, El Mundo y La Correspondencia de Puerto Rico. Rivero se unió a los escritores puertorriqueños que luchan por conservar la cultura y la lengua de Puerto Rico, rechazando la norteamericanización cultural del país.
En 1922 publicó el libro Crónica de la Guerra Hispano Americana en Puerto Rico. El 25 de junio de 1927 creó la Legión Hispano Americana de Veteranos de la Guerra, para honrar a los caídos de los dos grupos enfrentados.
En el año 1925 el escultor italiano Enrico Arrighini, pagado por Rivero y su esposa, finaliza la construcción la Ermita Nuestra Señora de Lourdes, La Gruta y las 14 estaciones del Viacrucis, en sus terrenos de Trujillo Alto. El 25 de marzo de ese mismo año donan la ermita al Seminario Conciliar de San Juan.
Rivero Méndez sufrió una gran depresión, suicidándose en su casa de Trujillo Alto el 23 de febrero de 1930.

## Vida personal
El 16 de octubre de 1882 se casó con Manuela Boneta Babel en la Catedral de San Juan.